# International Press Institute
L'International Press Institute (IPI) est une organisation internationale dont le but est de promouvoir et de protéger la liberté de la presse et de veiller à l'amélioration des pratiques journalistiques. Fondé en octobre 1950, l'IPI est présent dans plus de 120 pays.
Les membres de l'IPI sont composés d'éditeurs et de responsables médias travaillant pour les services de presse les plus respectés au monde. 
Dans plusieurs pays, notamment le Népal et l'Azerbaïdjan, les membres de l'IPI ont fondé des comités nationaux qui soutiennent l'IPI dans son travail d'amélioration de la situation de la presse. L'IPI collabore avec la South East Europe Media Organisation (SEEMO), qui surveille la liberté de la presse dans le Sud-Est de l'Europe et facilite les échanges entre journalistes.
L'IPI jouit d'un statut de consultant auprès de l'ONU, l'UNESCO et du Conseil de l'Europe
L'IPI est un membre d'International Freedom of Expression Exchange, un réseau mondial d'organisations non-gouvernementales qui surveillent la liberté de la presse ainsi que les violations de cette liberté de par le monde. C'est également un membre du Groupe de veille sur la Tunisie, une coalition de 16 organisations de protection de la liberté d'expression qui fait pression sur le gouvernement tunisien pour améliorer sa situation.